# أماندين موريسيت
أماندين موريسيت (من مواليد 1 يونيو 1985 ) هي لاعبة كرة طائرة فرنسية سابقة، كانت تلعب في المنتخب الفرنسي لكرة الطائرة للسيدات .
شاركت في بطولة أوروبا للكرة الطائرة للسيدات لعام 2009 . 

## روابط خارجية
- أماندين موريسيت على موقع الاتحاد الأوروبي (الإنجليزية)

- http://www.cev.lu/Competition-Area/PlayerDetails.aspx؟[وصلة مكسورة] TeamID = 5587 & PlayerID = 24026 & ID = 366[وصلة مكسورة]